# Tanjung Pinang
Tanjung Pinang er hovedbyen på den indonesiske ø Bintan.

## Geografi

### Klima
| Vejr for Tanjung Pinang (1991-2020) | Vejr for Tanjung Pinang (1991-2020) | Vejr for Tanjung Pinang (1991-2020) | Vejr for Tanjung Pinang (1991-2020) | Vejr for Tanjung Pinang (1991-2020) | Vejr for Tanjung Pinang (1991-2020) | Vejr for Tanjung Pinang (1991-2020) | Vejr for Tanjung Pinang (1991-2020) | Vejr for Tanjung Pinang (1991-2020) | Vejr for Tanjung Pinang (1991-2020) | Vejr for Tanjung Pinang (1991-2020) | Vejr for Tanjung Pinang (1991-2020) | Vejr for Tanjung Pinang (1991-2020) | Vejr for Tanjung Pinang (1991-2020) |
|                                     | Jan                                 | Feb                                 | Mar                                 | Apr                                 | Maj                                 | Jun                                 | Jul                                 | Aug                                 | Sep                                 | Okt                                 | Nov                                 | Dec                                 | År                                  |
| ----------------------------------- | ----------------------------------- | ----------------------------------- | ----------------------------------- | ----------------------------------- | ----------------------------------- | ----------------------------------- | ----------------------------------- | ----------------------------------- | ----------------------------------- | ----------------------------------- | ----------------------------------- | ----------------------------------- | ----------------------------------- |
| Gennemsnitlig maks °C               | 30,2                                | 30,7                                | 31,3                                | 31,6                                | 31,5                                | 31,1                                | 30,8                                | 30,9                                | 31                                  | 31                                  | 30,3                                | 30                                  | 30,9                                |
| Gennemsnitlig °C                    | 26,9                                | 27                                  | 27,4                                | 27,7                                | 27,9                                | 27,5                                | 27,3                                | 27,3                                | 27,3                                | 27,3                                | 27                                  | 26,9                                | 27,3                                |
| Gennemsnitlig min °C                | 23,6                                | 23,3                                | 23,5                                | 23,7                                | 24,2                                | 23,9                                | 23,7                                | 23,7                                | 23,6                                | 23,6                                | 23,6                                | 23,7                                | 23,7                                |
| Kilde: Cuaca Tanjung Pinang         |                                     |                                     |                                     |                                     |                                     |                                     |                                     |                                     |                                     |                                     |                                     |                                     |                                     |